# Alexandra Luke
Alexandra Luke, geboren als Margaret Alexandra Luke, verheiratet als Alexandra Luke McLaughlin (* 14. Mai 1901 in Montréal, Québec, Kanada; † 1. Juni 1967 in Oshawa, Ontario) war eine Künstlerin der abstrakten Malerei und eines der beiden weiblichen Gründungsmitglieder der Künstlergruppe Painters Eleven. Ursprünglich von der Landschaftsmalerei im Stil der Group of Seven geprägt, wandte sie sich ab 1933 der abstrakten Kunst zu und wurde zu einer zentralen Figur der kanadischen Kunstszene.

## Leben
Alexandra Luke wurde in Montreal als Tochter von Jesse Herbert Ritson Luke und Emma Russell Long geboren und begann nach Spaziergängen im Westmount Park aus dem Gedächtnis zu zeichnen. Als sie noch sehr jung war, zog ihre Familie nach Oshawa, wo sie die öffentliche Schule und die Highschool besuchte. Anschließend absolvierte sie eine Ausbildung zur Krankenschwester am Columbia Hospital in Washington und kehrte dann nach Oshawa zurück. Bis 1945 war sie Autodidaktin. Danach studierte sie bei A.Y. Jackson und J.W.G. MacDonald an der Banff School of Fine Arts (1945) und bei Hans Hofmann an der Hans Hofmann School of Fine Art in Provincetown, Massachusetts (1947–51).
Ihr neuer, farbenfroher Stil brachte sie in Kontakt mit anderen Malern im Großraum Toronto, die später eine wichtige Gruppe bilden sollten. Ihre erste Einzelausstellung in Toronto fand 1952 in der Picture Loan Society statt. Zu diesem Zeitpunkt hatte sie bereits an den meisten großen Ausstellungen in Kanada teilgenommen. Ebenfalls 1952 organisierte sie die erste kanadische Wanderausstellung abstrakter Kunst unter der Schirmherrschaft des South Ontario Circuit of Galleries.
In ihrem Atelier am Ufer des Lake Ontario in Oshawa fand 1953 das erste Treffen der zukünftigen Künstlergemeinschaft Painters Eleven statt. Die Gruppe bestand aus Jack Bush, Oscar Cahén, Tom Hodgson, J.W.G. MacDonald, Ray Mead, Kazuo Nakamura, William Ronald, Harold Town, Walter Yarwood, Hortense Gordon und Alexandra Luke. Sie lernten sich bei einer Ausstellung in einem Kaufhaus in der Innenstadt von Toronto kennen und einer von ihnen schlug vor, eine Gruppe zu gründen. Die Gruppe selbst erreichte ihr Ziel, indem sie das öffentliche Bewusstsein für ungegenständliche und abstrakte Malerei schärfte. 
Alexandra Luke hatte ein breites Spektrum an Interessen in der bildenden Kunst, einschließlich ihrer Mitgliedschaft in der Canadian Society of Painters in Watercolour (1958); Canadian Group of Painters (1959); Ontario Society of Artists (1962); und sie leitete sechs Jahre lang ein Kunstzentrum für Kinder in Oshawa. Sie richtete ein Keramikstudio im Keller ihres Hauses ein, wo sie einer kleinen Gruppe von Erwachsenen kostenlosen Unterricht im Töpfern gab, und sie gab auch mehreren Kunststudenten Ratschläge, die Alexandra Luke ihre Arbeiten zur Begutachtung brachten.
Alexandra Luke besaß eine Gemäldesammlung kanadischer Künstler, darunter Werke von Emily Carr, A.Y. Jackson, J.E.H. MacDonald, A.J. Casson, Yvonne McKague Housser, Oscar Cahén, Jack Bush, Leonard Brooks, Hortense Gordon, Ray Mead, Jock MacDonald, Kazuo Nakamura, Harold Town, Tom Hodgson, William Ronald, Walter Yarwood, Gordon Webber, John Hall, George Pepper, Dr. Frederick Banting, Tom Stone, Sydney Watson, John Martin, Edna Tacon, Louis Archambault und James Gordaneer. Alexandra Luke hatte ihre Sammlung über einen Zeitraum von 35 Jahren zusammengetragen. Sie hoffte, dass die Stadt Oshawa ein eigenes Kunstmuseum bekommen würde. Dank der unermüdlichen Bemühungen von William Caldwell, Brian Mudd und Jim Kraemer wurde am 2. Juni 1967 die provisorische Oshawa Art Gallery eröffnet. 
Zuvor, am 2. Juni, als die Galerie eröffnet wurde, starb Alexandra Luke.

## Werk
Alexandra Luke ließ sich von spirituellen und ästhetischen Ideen inspirieren. Sie glaubte, dass die Kunst ständig nach neuer Schönheit suchen sollte, anstatt sich auf bereits Entdecktes zu beschränken. Ihre Werke wurden in zahlreichen Ausstellungen gezeigt, unter anderem in der National Gallery of Canada und in der Robert McLaughlin Gallery, die sie gemeinsam mit ihrem Mann finanzierte und die später ihre Sammlung beherbergte.